# SEAT 1200 Sport
SEAT 1200 Sport — дводверне купе, що випускалося компанією SEAT з 1975 по 1980 рік. Автомобіль був створений на базі Fiat 127, але з більш потужним двигуном об'ємом 1197 см3, потужністю 67 к.с. (49 кВт), запозиченим у SEAT 124, з поперечини розташуванням. Двигун дозволяв купе розвивати максимальну швидкість в 160 км/год. Дизайн кузова був виконаний компанією NSU Motorenwerke AG

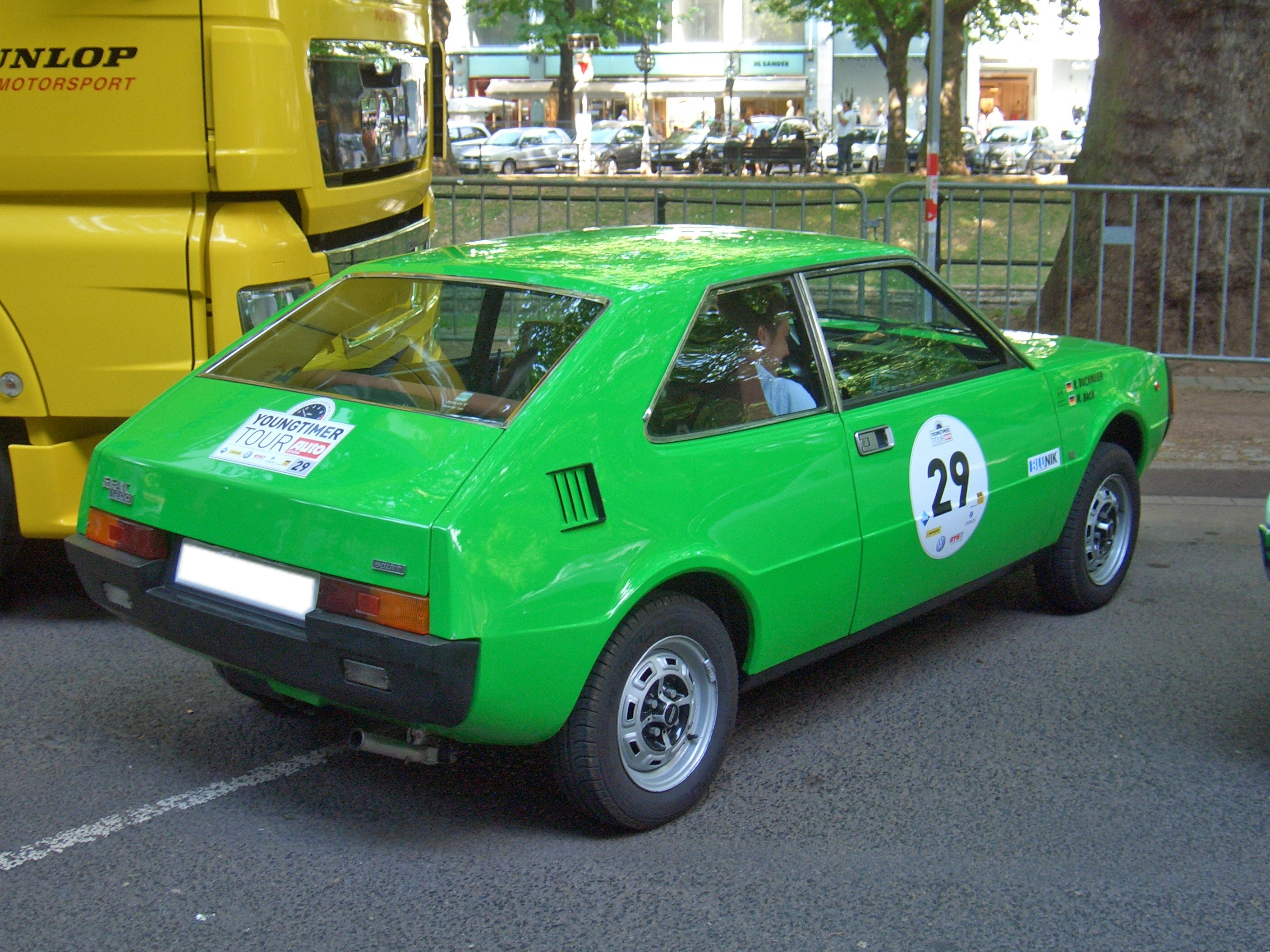
Seat 1200 Sport Coupe

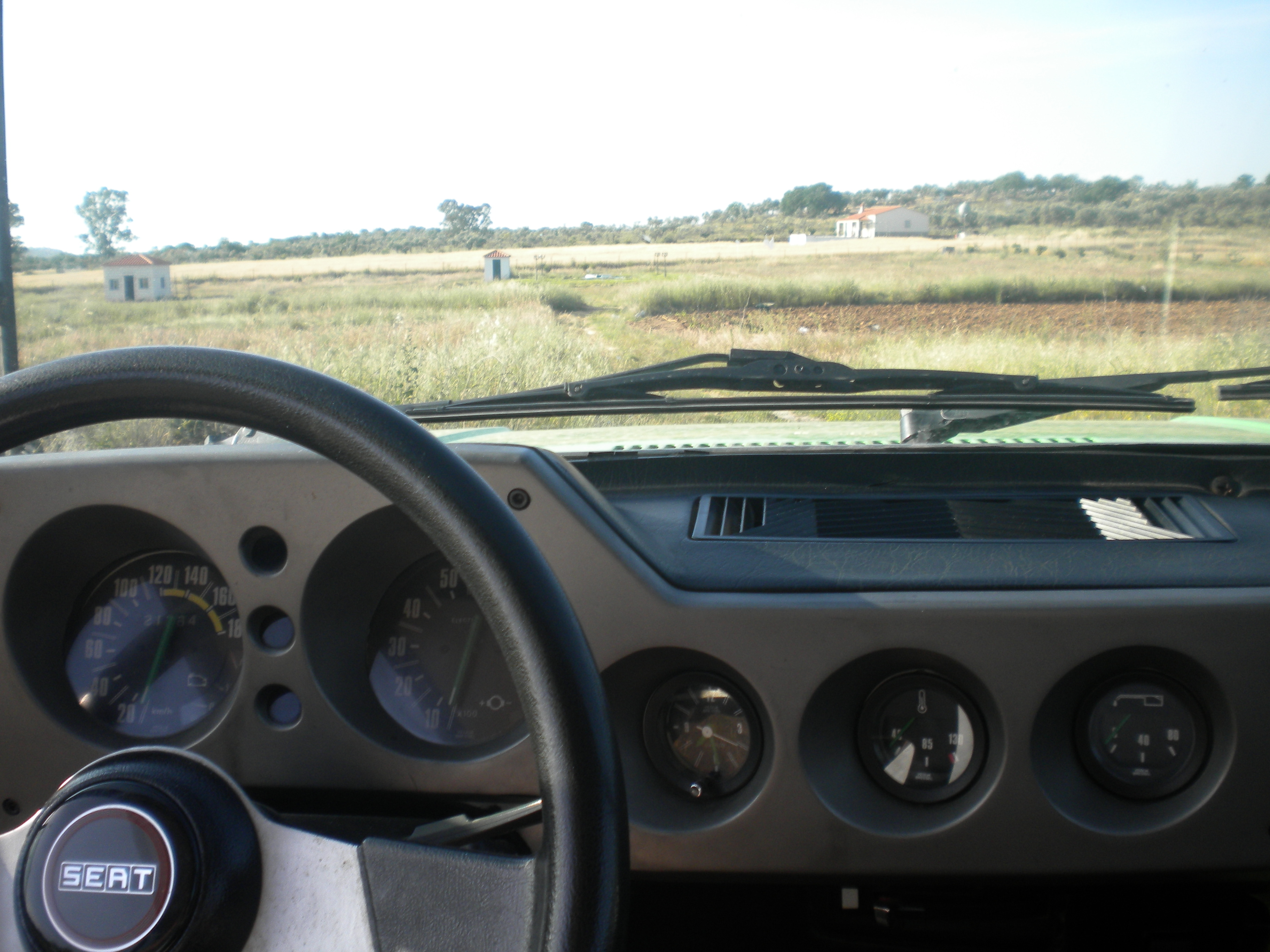

У 1977 році з'явився SEAT 1430 Sport Coupé, з тим же самим кузовом, але з більш потужним двигуном від SEAT 1430, об'ємом 1438 см3 що розвивав потужність 77 к.с. (56,5 кВт). Ні та, ні інша моделі не користувалися великим попитом і тому були зняті з виробництва.
Автомобіль отримав в Іспанії назву Bocanegra («Чорний Рот», «Чорні Уста») через характерну чорну пластикову передню панель, яка охоплює решітку радіатора і фари головного світла і об'єднану з рельєфним бампером.
У 2008 році SEAT представив концепт-кар SEAT Bocanegra на Женевському мотор шоу. Він отримав це ім'я на честь класичного 1200 Sport, і також має передню панель чорного кольору.

## Двигуни
- 1,197 cc (1200 Sport)
- 1,438 cc (1430 Sport)